# Scleria pauciflora
Scleria pauciflora là loài thực vật có hoa trong họ Cói. Loài này được Muhl. ex Willd. miêu tả khoa học đầu tiên năm 1805.